# Marijuana (singolo)
Marijuana è un singolo del rapper italiano Yung Snapp, pubblicato il 21 giugno 2024 come unico estratto dalla riedizione del primo album in studio Hotel Montana.

## Descrizione
Il brano presenta la collaborazione del rapper italiano Rhove.

## Tracce
Testi di Antonio Lago e Samuel Roveda, musiche di Antonio Lago.
1. Marijuana (feat. Rhove) – 2:54